# Lista de episódios de Golpe de Sorte
Aqui segue-se uma lista de episódios da série da SIC, Golpe de Sorte, criada por Vera Sacramento. Estreou a 27 de maio de 2019 e terminou a 20 de fevereiro de 2021. A série segue a vida de Maria do Céu, uma mulher que vende frutas num mercado que é cercada por um turbilhão quando ganha o Euromilhões.
A série teve um telefilme que estreou a 21 de dezembro de 2019.

## Resumo

### 1.ª produção
| Resumo | Resumo | Episódios | Episódios | Originalmente exibido  | Originalmente exibido  |
| Resumo | Resumo | Episódios | Episódios | Estreia da temporada   | Final da temporada     |
| ------ | ------ | --------- | --------- | ---------------------- | ---------------------- |
|        | 1      | 27        | 27        | 27 de maio de 2019     | 28 de junho de 2019    |
|        | 2      | 52        | 52        | 1 de julho de 2019     | 9 de setembro de 2019  |
|        | 3      | 43        | 43        | 15 de setembro de 2019 | 10 de novembro de 2019 |

### 2.ª produção
| Resumo | Resumo    | Episódios | Episódios | Originalmente exibido  | Originalmente exibido   |
| Resumo | Resumo    | Episódios | Episódios | Estreia da temporada   | Final da temporada      |
| ------ | --------- | --------- | --------- | ---------------------- | ----------------------- |
|        | Telefilme | Telefilme | Telefilme | 21 de dezembro de 2019 | 21 de dezembro de 2019  |
|        | 4         | 116       | 116       | 14 de setembro de 2020 | 20 de fevereiro de 2021 |

## 1.ª produção
Daniel Oliveira, diretor-geral de entretenimento e ficção, revelou que para a sua primeira escolha na ficção, decidiu fazer uma série, sendo revelada com o título "Golpe de Sorte", da autoria de Vera Sacramento, com 107 episódios de produção em 122 de exibição, em 3 temporadas. Com a confirmação de uma 4.ª temporada, as primeiras 3 temporadas tornaram-se na primeira produção da série.
As primeiras 3 temporadas da série foram disponibilizadas com os seus 107 episódios de produção a 24 de novembro de 2020 na OPTO.

### 1.ª Temporada (2019)
| #  | ## | Título        | Dirigido por                   | Escrito por     | Exibição original                                          | Audiências (em milhões)      |
| -- | -- | ------------- | ------------------------------ | --------------- | ---------------------------------------------------------- | ---------------------------- |
| 1  | 1  | "Episódio 1"  | Carlos Dante e António Gonçalo | Vera Sacramento | 27 de maio de 2019                                         | 1,36                         |
| 2  | 2  | "Episódio 2"  | Carlos Dante e António Gonçalo | Vera Sacramento | 28 de maio de 2019                                         | 1,30                         |
| 3  | 3  | "Episódio 3"  | Carlos Dante e António Gonçalo | Vera Sacramento | 29 de maio de 2019                                         | 1,16                         |
| 4  | 4  | "Episódio 4"  | Carlos Dante e António Gonçalo | Vera Sacramento | 30 de maio de 2019                                         | 1,03                         |
| 5  | 5  | "Episódio 5"  | Carlos Dante e António Gonçalo | Vera Sacramento | 31 de maio de 2019                                         | 1,00                         |
| 6  | 6  | "Episódio 6"  | Carlos Dante e António Gonçalo | Vera Sacramento | 3 de junho de 2019                                         | 1,16                         |
| 7  | 7  | "Episódio 7"  | Carlos Dante e António Gonçalo | Vera Sacramento | 4 de junho de 2019                                         | 1,10                         |
| 8  | 8  | "Episódio 8"  | Carlos Dante e António Gonçalo | Vera Sacramento | 5 de junho de 2019                                         | 1,09                         |
| 9  | 9  | "Episódio 9"  | Carlos Dante e António Gonçalo | Vera Sacramento | 6 de junho de 2019                                         | 1,19                         |
| 10 | 10 | "Episódio 10" | Carlos Dante e António Gonçalo | Vera Sacramento | 7 de junho de 2019                                         | 1,08                         |
| 11 | 11 | "Episódio 11" | Carlos Dante e António Gonçalo | Vera Sacramento | 10 de junho de 2019                                        | 1,19                         |
| 12 | 12 | "Episódio 12" | Carlos Dante e António Gonçalo | Vera Sacramento | 11 de junho de 2019                                        | 1,09                         |
| 13 | 13 | "Episódio 12" | Carlos Dante e António Gonçalo | Vera Sacramento | 12 de junho de 2019                                        | 0,87                         |
| 14 | 14 | "Episódio 14" | Carlos Dante e António Gonçalo | Vera Sacramento | 13 de junho de 2019                                        | 1,03                         |
| 15 | 15 | "Episódio 15" | Carlos Dante e António Gonçalo | Vera Sacramento | 14 de junho de 2019                                        | 0,97                         |
| 16 | 16 | "Episódio 16" | Carlos Dante e António Gonçalo | Vera Sacramento | 17 de junho de 2019                                        | 1,09                         |
| 17 | 17 | "Episódio 17" | Carlos Dante e António Gonçalo | Vera Sacramento | 17 de junho de 2019 (Parte 1)18 de junho de 2019 (Parte 2) | 1,09 (Parte 1)1,19 (Parte 2) |
| 18 | 18 | "Episódio 18" | Carlos Dante e António Gonçalo | Vera Sacramento | 18 de junho de 2019                                        | 1,19                         |
| 19 | 19 | "Episódio 19" | Carlos Dante e António Gonçalo | Vera Sacramento | 19 de junho de 2019                                        | 1,10                         |
| 20 | 20 | "Episódio 20" | Carlos Dante e António Gonçalo | Vera Sacramento | 20 de junho de 2019                                        | 1,04                         |
| 21 | 21 | "Episódio 21" | Carlos Dante e António Gonçalo | Vera Sacramento | 21 de junho de 2019                                        | 1,05                         |
| 22 | 22 | "Episódio 22" | Carlos Dante e António Gonçalo | Vera Sacramento | 22 de junho de 2019                                        | 0,94                         |
| 23 | 23 | "Episódio 23" | Carlos Dante e António Gonçalo | Vera Sacramento | 24 de junho de 2019                                        | 1,13                         |
| 24 | 24 | "Episódio 24" | Carlos Dante e António Gonçalo | Vera Sacramento | 25 de junho de 2019                                        | 1,17                         |
| 25 | 25 | "Episódio 25" | Carlos Dante e António Gonçalo | Vera Sacramento | 26 de junho de 2019                                        | 1,23                         |
| 26 | 26 | "Episódio 26" | Carlos Dante e António Gonçalo | Vera Sacramento | 27 de junho de 2019                                        | 1,12                         |
| 27 | 27 | "Episódio 27" | Carlos Dante e António Gonçalo | Vera Sacramento | 28 de junho de 2019                                        | 1,10                         |

### 2.ª Temporada (2019)
| #  | ## | Título        | Dirigido por                   | Escrito por     | Exibição original                                              | Audiências (em milhões)      |
| -- | -- | ------------- | ------------------------------ | --------------- | -------------------------------------------------------------- | ---------------------------- |
| 28 | 1  | "Episódio 28" | Carlos Dante e António Gonçalo | Vera Sacramento | 1 de julho de 2019                                             | 1,21                         |
| 29 | 2  | "Episódio 29" | Carlos Dante e António Gonçalo | Vera Sacramento | 2 de julho de 2019                                             | 1,22                         |
| 30 | 3  | "Episódio 30" | Carlos Dante e António Gonçalo | Vera Sacramento | 3 de julho de 2019                                             | 1,17                         |
| 31 | 4  | "Episódio 31" | Carlos Dante e António Gonçalo | Vera Sacramento | 4 de julho de 2019                                             | 1,20                         |
| 32 | 5  | "Episódio 32" | Carlos Dante e António Gonçalo | Vera Sacramento | 5 de julho de 2019                                             | 0,99                         |
| 33 | 6  | "Episódio 33" | Carlos Dante e António Gonçalo | Vera Sacramento | 8 de julho de 2019                                             | 1,22                         |
| 34 | 7  | "Episódio 34" | Carlos Dante e António Gonçalo | Vera Sacramento | 9 de julho de 2019                                             | ASD                          |
| 35 | 8  | "Episódio 35" | Carlos Dante e António Gonçalo | Vera Sacramento | 10 de julho de 2019                                            | 1,04                         |
| 36 | 9  | "Episódio 36" | Carlos Dante e António Gonçalo | Vera Sacramento | 11 de julho de 2019                                            | ASD                          |
| 37 | 10 | "Episódio 37" | Carlos Dante e António Gonçalo | Vera Sacramento | 12 de julho de 2019                                            | ASD                          |
| 38 | 11 | "Episódio 38" | Carlos Dante e António Gonçalo | Vera Sacramento | 15 de julho de 2019                                            | 1,14                         |
| 39 | 12 | "Episódio 39" | Carlos Dante e António Gonçalo | Vera Sacramento | 16 de julho de 2019                                            | 1,16                         |
| 40 | 13 | "Episódio 40" | Carlos Dante e António Gonçalo | Vera Sacramento | 17 de julho de 2019                                            | 1,20                         |
| 41 | 14 | "Episódio 41" | Carlos Dante e António Gonçalo | Vera Sacramento | 18 de julho de 2019                                            | 1,10                         |
| 42 | 15 | "Episódio 42" | Carlos Dante e António Gonçalo | Vera Sacramento | 19 de julho de 2019                                            | 1,05                         |
| 43 | 16 | "Episódio 43" | Carlos Dante e António Gonçalo | Vera Sacramento | 22 de julho de 2019                                            | ASD                          |
| 44 | 17 | "Episódio 44" | Carlos Dante e António Gonçalo | Vera Sacramento | 23 de julho de 2019                                            | 1,09                         |
| 45 | 18 | "Episódio 45" | Carlos Dante e António Gonçalo | Vera Sacramento | 24 de julho de 2019                                            | ASD                          |
| 46 | 19 | "Episódio 46" | Carlos Dante e António Gonçalo | Vera Sacramento | 25 de julho de 2019                                            | ASD                          |
| 47 | 20 | "Episódio 47" | Carlos Dante e António Gonçalo | Vera Sacramento | 26 de julho de 2019                                            | ASD                          |
| 48 | 21 | "Episódio 48" | Carlos Dante e António Gonçalo | Vera Sacramento | 29 de julho de 2019                                            | ASD                          |
| 49 | 22 | "Episódio 49" | Carlos Dante e António Gonçalo | Vera Sacramento | 30 de julho de 2019                                            | ASD                          |
| 50 | 23 | "Episódio 50" | Carlos Dante e António Gonçalo | Vera Sacramento | 31 de julho de 2019                                            | ASD                          |
| 51 | 24 | "Episódio 51" | Carlos Dante e António Gonçalo | Vera Sacramento | 1 de agosto de 2019                                            | ASD                          |
| 52 | 25 | "Episódio 52" | Carlos Dante e António Gonçalo | Vera Sacramento | 2 de agosto de 2019                                            | ASD                          |
| 53 | 26 | "Episódio 53" | Carlos Dante e António Gonçalo | Vera Sacramento | 5 de agosto de 2019                                            | ASD                          |
| 54 | 27 | "Episódio 54" | Carlos Dante e António Gonçalo | Vera Sacramento | 6 de agosto de 2019                                            | ASD                          |
| 55 | 28 | "Episódio 55" | Carlos Dante e António Gonçalo | Vera Sacramento | 7 de agosto de 2019                                            | ASD                          |
| 56 | 29 | "Episódio 56" | Carlos Dante e António Gonçalo | Vera Sacramento | 8 de agosto de 2019                                            | ASD                          |
| 57 | 30 | "Episódio 57" | Carlos Dante e António Gonçalo | Vera Sacramento | 9 de agosto de 2019                                            | ASD                          |
| 58 | 31 | "Episódio 58" | Carlos Dante e António Gonçalo | Vera Sacramento | 12 de agosto de 2019                                           | ASD                          |
| 59 | 32 | "Episódio 59" | Carlos Dante e António Gonçalo | Vera Sacramento | 13 de agosto de 2019                                           | ASD                          |
| 60 | 33 | "Episódio 66" | Carlos Dante e António Gonçalo | Vera Sacramento | 14 de agosto de 2019                                           | ASD                          |
| 61 | 34 | "Episódio 61" | Carlos Dante e António Gonçalo | Vera Sacramento | 15 de agosto de 2019                                           | ASD                          |
| 62 | 35 | "Episódio 62" | Carlos Dante e António Gonçalo | Vera Sacramento | 16 de agosto de 2019                                           | ASD                          |
| 63 | 36 | "Episódio 63" | Carlos Dante e António Gonçalo | Vera Sacramento | 19 de agosto de 2019                                           | ASD                          |
| 64 | 37 | "Episódio 64" | Carlos Dante e António Gonçalo | Vera Sacramento | 20 de agosto de 2019                                           | ASD                          |
| 65 | 38 | "Episódio 65" | Carlos Dante e António Gonçalo | Vera Sacramento | 21 de agosto de 2019                                           | ASD                          |
| 66 | 39 | "Episódio 66" | Carlos Dante e António Gonçalo | Vera Sacramento | 22 de agosto de 2019                                           | ASD                          |
| 67 | 40 | "Episódio 67" | Carlos Dante e António Gonçalo | Vera Sacramento | 23 de agosto de 2019                                           | ASD                          |
| 68 | 41 | "Episódio 68" | Carlos Dante e António Gonçalo | Vera Sacramento | 26 de agosto de 2019                                           | 1,17                         |
| 69 | 42 | "Episódio 69" | Carlos Dante e António Gonçalo | Vera Sacramento | 27 de agosto de 2019                                           | 1,16                         |
| 70 | 43 | "Episódio 70" | Carlos Dante e António Gonçalo | Vera Sacramento | 28 de agosto de 2019                                           | 1,18                         |
| 71 | 44 | "Episódio 71" | Carlos Dante e António Gonçalo | Vera Sacramento | 29 de agosto de 2019                                           | 1,16                         |
| 72 | 45 | "Episódio 72" | Carlos Dante e António Gonçalo | Vera Sacramento | 30 de agosto de 2019                                           | ASD                          |
| 73 | 46 | "Episódio 73" | Carlos Dante e António Gonçalo | Vera Sacramento | 1 de setembro de 2019                                          | 1,06                         |
| 74 | 47 | "Episódio 74" | Carlos Dante e António Gonçalo | Vera Sacramento | 2 de setembro de 2019                                          | 1,18                         |
| 75 | 48 | "Episódio 75" | Carlos Dante e António Gonçalo | Vera Sacramento | 3 de setembro de 2019                                          | 1,11                         |
| 76 | 49 | "Episódio 76" | Carlos Dante e António Gonçalo | Vera Sacramento | 4 de setembro de 2019                                          | 1,11                         |
| 77 | 50 | "Episódio 77" | Carlos Dante e António Gonçalo | Vera Sacramento | 5 de setembro de 2019                                          | 1,20                         |
| 78 | 51 | "Episódio 78" | Carlos Dante e António Gonçalo | Vera Sacramento | 6 de setembro de 2019                                          | 1,04                         |
| 79 | 52 | "Episódio 79" | Carlos Dante e António Gonçalo | Vera Sacramento | 8 de setembro de 2019 (Parte 1)9 de setembro de 2019 (Parte 2) | 1,12 (Parte 1)1.51 (Parte 2) |

### 3.ª Temporada: Temporada Final (2019)
| #   | ## | Título         | Dirigido por                   | Escrito por     | Exibição original      | Audiências (em milhões)            |
| --- | -- | -------------- | ------------------------------ | --------------- | ---------------------- | ---------------------------------- |
| 80  | 1  | "Episódio 80"  | Carlos Dante e António Gonçalo | Vera Sacramento | 15 de setembro de 2019 | 1,30                               |
| 81  | 2  | "Episódio 81"  | Carlos Dante e António Gonçalo | Vera Sacramento | 16 de setembro de 2019 | 1,27                               |
| 82  | 3  | "Episódio 82"  | Carlos Dante e António Gonçalo | Vera Sacramento | 17 de setembro de 2019 | 1,25                               |
| 83  | 4  | "Episódio 83"  | Carlos Dante e António Gonçalo | Vera Sacramento | 18 de setembro de 2019 | 1,33                               |
| 84  | 5  | "Episódio 84"  | Carlos Dante e António Gonçalo | Vera Sacramento | 19 de setembro de 2019 | 1,31                               |
| 85  | 6  | "Episódio 85"  | Carlos Dante e António Gonçalo | Vera Sacramento | 20 de setembro de 2019 | 1,32                               |
| 86  | 7  | "Episódio 86"  | Carlos Dante e António Gonçalo | Vera Sacramento | 22 de setembro de 2019 | 1,10                               |
| 87  | 8  | "Episódio 87"  | Carlos Dante e António Gonçalo | Vera Sacramento | 23 de setembro de 2019 | ASD                                |
| 88  | 9  | "Episódio 88"  | Carlos Dante e António Gonçalo | Vera Sacramento | 24 de setembro de 2019 | 1,15                               |
| 89  | 10 | "Episódio 89"  | Carlos Dante e António Gonçalo | Vera Sacramento | 25 de setembro de 2019 | ASD                                |
| 90  | 11 | "Episódio 90"  | Carlos Dante e António Gonçalo | Vera Sacramento | 26 de setembro de 2019 | ASD                                |
| 91  | 12 | "Episódio 91"  | Carlos Dante e António Gonçalo | Vera Sacramento | 27 de setembro de 2019 | ASD                                |
| 92  | 13 | "Episódio 92"  | Carlos Dante e António Gonçalo | Vera Sacramento | 30 de setembro de 2019 | ASD                                |
| 93  | 14 | "Episódio 93"  | Carlos Dante e António Gonçalo | Vera Sacramento | 1 de outubro de 2019   | ASD                                |
| 94  | 15 | "Episódio 94"  | Carlos Dante e António Gonçalo | Vera Sacramento | 2 de outubro de 2019   | ASD                                |
| 95  | 16 | "Episódio 95"  | Carlos Dante e António Gonçalo | Vera Sacramento | 3 de outubro de 2019   | ASD                                |
| 96  | 17 | "Episódio 96"  | Carlos Dante e António Gonçalo | Vera Sacramento | 4 de outubro de 2019   | ASD                                |
| 97  | 18 | "Episódio 97"  | Carlos Dante e António Gonçalo | Vera Sacramento | 7 de outubro de 2019   | 1,24                               |
| 98  | 19 | "Episódio 98"  | Carlos Dante e António Gonçalo | Vera Sacramento | 8 de outubro de 2019   | ASD                                |
| 99  | 20 | "Episódio 99"  | Carlos Dante e António Gonçalo | Vera Sacramento | 9 de outubro de 2019   | ASD                                |
| 100 | 21 | "Episódio 100" | Carlos Dante e António Gonçalo | Vera Sacramento | 10 de outubro de 2019  | ASD                                |
| 101 | 22 | "Episódio 101" | Carlos Dante e António Gonçalo | Vera Sacramento | 11 de outubro de 2019  | ASD                                |
| 102 | 23 | "Episódio 102" | Carlos Dante e António Gonçalo | Vera Sacramento | 14 de outubro de 2019  | ASD                                |
| 103 | 24 | "Episódio 103" | Carlos Dante e António Gonçalo | Vera Sacramento | 15 de outubro de 2019  | ASD                                |
| 104 | 25 | "Episódio 104" | Carlos Dante e António Gonçalo | Vera Sacramento | 16 de outubro de 2019  | ASD                                |
| 105 | 26 | "Episódio 105" | Carlos Dante e António Gonçalo | Vera Sacramento | 17 de outubro de 2019  | ASD                                |
| 106 | 27 | "Episódio 106" | Carlos Dante e António Gonçalo | Vera Sacramento | 18 de outubro de 2019  | ASD                                |
| 107 | 28 | "Episódio 107" | Carlos Dante e António Gonçalo | Vera Sacramento | 21 de outubro de 2019  | Nota: Entrou em últimos episódios. |
| 108 | 29 | "Episódio 108" | Carlos Dante e António Gonçalo | Vera Sacramento | 22 de outubro de 2019  | ASD                                |
| 109 | 30 | "Episódio 109" | Carlos Dante e António Gonçalo | Vera Sacramento | 23 de outubro de 2019  | ASD                                |
| 110 | 31 | "Episódio 110" | Carlos Dante e António Gonçalo | Vera Sacramento | 24 de outubro de 2019  | ASD                                |
| 111 | 32 | "Episódio 111" | Carlos Dante e António Gonçalo | Vera Sacramento | 25 de outubro de 2019  | ASD                                |
| 112 | 33 | "Episódio 112" | Carlos Dante e António Gonçalo | Vera Sacramento | 28 de outubro de 2019  | ASD                                |
| 113 | 34 | "Episódio 113" | Carlos Dante e António Gonçalo | Vera Sacramento | 29 de outubro de 2019  | ASD                                |
| 114 | 35 | "Episódio 114" | Carlos Dante e António Gonçalo | Vera Sacramento | 30 de outubro de 2019  | ASD                                |
| 115 | 36 | "Episódio 115" | Carlos Dante e António Gonçalo | Vera Sacramento | 31 de outubro de 2019  | ASD                                |
| 116 | 37 | "Episódio 116" | Carlos Dante e António Gonçalo | Vera Sacramento | 1 de novembro de 2019  | ASD                                |
| 117 | 38 | "Episódio 117" | Carlos Dante e António Gonçalo | Vera Sacramento | 4 de novembro de 2019  | ASD                                |
| 118 | 39 | "Episódio 118" | Carlos Dante e António Gonçalo | Vera Sacramento | 5 de novembro de 2019  | ASD                                |
| 119 | 40 | "Episódio 119" | Carlos Dante e António Gonçalo | Vera Sacramento | 6 de novembro de 2019  | ASD                                |
| 120 | 41 | "Episódio 120" | Carlos Dante e António Gonçalo | Vera Sacramento | 7 de novembro de 2019  | ASD                                |
| 121 | 42 | "Episódio 121" | Carlos Dante e António Gonçalo | Vera Sacramento | 8 de novembro de 2019  | ASD                                |
| 122 | 43 | "Episódio 122" | Carlos Dante e António Gonçalo | Vera Sacramento | 10 de novembro de 2019 | ASD                                |

## 2.ª produção
Daniel Oliveira, diretor-geral de entretenimento e ficção, revelou que desejava fazer uma quarta temporada da série, com um telefilme de natal emitido antes da transmissão da nova temporada, sendo mais tarde confirmado que a nova temporada iria mesmo acontecer, tratando-se da segunda produção da série, com um telefilme de natal e 75 episódios de produção em 117 de exibição, numa única temporada. Para dar seguimento à história, o destino de algumas personagens foi deixado em aberto para lhes poderem dar continuação. A nova temporada da série inclui um novo núcleo, os sucateiros. A quarta temporada da série tem como inspiração as novelas brasileiras “Rainha da Sucata” e “Avenida Brasil”.
A 4.ª temporada da série foi disponibilizada na OPTO a partir de 24 de novembro de 2020, com todos os seus episódios de exibição na SIC disponibilizados até a data, passando a ter antestreias com um dia de antecedência à emissão dos episódios, sendo o último episódio disponibilizado a 19 de fevereiro de 2021, um dia antes do fim da série.

### Telefilme de Natal
| Título              | Dirigido por                   | Escrito por     | Exibição original      | Audiências (em milhões) |
| ------------------- | ------------------------------ | --------------- | ---------------------- | ----------------------- |
| "Um Conto de Natal" | Carlos Dante e António Gonçalo | Vera Sacramento | 21 de dezembro de 2019 | 1,14                    |

### 4.ª Temporada: Nova Temporada (2020-21)
| #   | ##  | Título         | Dirigido por                   | Escrito por     | Exibição original       | Audiências (em milhões) |
| --- | --- | -------------- | ------------------------------ | --------------- | ----------------------- | ----------------------- |
| 123 | 1   | "Episódio 123" | Carlos Dante e António Gonçalo | Vera Sacramento | 14 de setembro de 2020  | 1.24                    |
| 124 | 2   | "Episódio 124" | Carlos Dante e António Gonçalo | Vera Sacramento | 15 de setembro de 2020  | 1.17                    |
| 125 | 3   | "Episódio 125" | Carlos Dante e António Gonçalo | Vera Sacramento | 16 de setembro de 2020  | 1.17                    |
| 126 | 4   | "Episódio 126" | Carlos Dante e António Gonçalo | Vera Sacramento | 17 de setembro de 2020  | 1,24                    |
| 127 | 5   | "Episódio 127" | Carlos Dante e António Gonçalo | Vera Sacramento | 18 de setembro de 2020  | 1,10                    |
| 128 | 6   | "Episódio 128" | Carlos Dante e António Gonçalo | Vera Sacramento | 19 de setembro de 2020  | 0,89                    |
| 129 | 7   | "Episódio 129" | Carlos Dante e António Gonçalo | Vera Sacramento | 21 de setembro de 2020  | ASD                     |
| 130 | 8   | "Episódio 130" | Carlos Dante e António Gonçalo | Vera Sacramento | 22 de setembro de 2020  | ASD                     |
| 131 | 9   | "Episódio 131" | Carlos Dante e António Gonçalo | Vera Sacramento | 23 de setembro de 2020  | ASD                     |
| 132 | 10  | "Episódio 132" | Carlos Dante e António Gonçalo | Vera Sacramento | 24 de setembro de 2020  | ASD                     |
| 133 | 11  | "Episódio 133" | Carlos Dante e António Gonçalo | Vera Sacramento | 25 de setembro de 2020  | ASD                     |
| 134 | 12  | "Episódio 134" | Carlos Dante e António Gonçalo | Vera Sacramento | 26 de setembro de 2020  | 0,66                    |
| 135 | 13  | "Episódio 135" | Carlos Dante e António Gonçalo | Vera Sacramento | 28 de setembro de 2020  | 0,70                    |
| 136 | 14  | "Episódio 136" | Carlos Dante e António Gonçalo | Vera Sacramento | 29 de setembro de 2020  | ASD                     |
| 137 | 15  | "Episódio 137" | Carlos Dante e António Gonçalo | Vera Sacramento | 30 de setembro de 2020  | ASD                     |
| 138 | 16  | "Episódio 138" | Carlos Dante e António Gonçalo | Vera Sacramento | 1 de outubro de 2020    | 0,70                    |
| 139 | 17  | "Episódio 139" | Carlos Dante e António Gonçalo | Vera Sacramento | 2 de outubro de 2020    | 0,79                    |
| 140 | 18  | "Episódio 140" | Carlos Dante e António Gonçalo | Vera Sacramento | 3 de outubro de 2020    | 0,75                    |
| 141 | 19  | "Episódio 141" | Carlos Dante e António Gonçalo | Vera Sacramento | 5 de outubro de 2020    | ASD                     |
| 142 | 20  | "Episódio 142" | Carlos Dante e António Gonçalo | Vera Sacramento | 6 de outubro de 2020    | ASD                     |
| 143 | 21  | "Episódio 143" | Carlos Dante e António Gonçalo | Vera Sacramento | 7 de outubro de 2020    | ASD                     |
| 144 | 22  | "Episódio 144" | Carlos Dante e António Gonçalo | Vera Sacramento | 8 de outubro de 2020    | ASD                     |
| 145 | 23  | "Episódio 145" | Carlos Dante e António Gonçalo | Vera Sacramento | 9 de outubro de 2020    | ASD                     |
| 146 | 24  | "Episódio 146" | Carlos Dante e António Gonçalo | Vera Sacramento | 12 de outubro de 2020   | ASD                     |
| 147 | 25  | "Episódio 147" | Carlos Dante e António Gonçalo | Vera Sacramento | 13 de outubro de 2020   | ASD                     |
| 148 | 26  | "Episódio 148" | Carlos Dante e António Gonçalo | Vera Sacramento | 14 de outubro de 2020   | ASD                     |
| 149 | 27  | "Episódio 149" | Carlos Dante e António Gonçalo | Vera Sacramento | 15 de outubro de 2020   | 0,68                    |
| 150 | 28  | "Episódio 150" | Carlos Dante e António Gonçalo | Vera Sacramento | 16 de outubro de 2020   | ASD                     |
| 151 | 29  | "Episódio 151" | Carlos Dante e António Gonçalo | Vera Sacramento | 17 de outubro de 2020   | 0,65                    |
| 152 | 30  | "Episódio 152" | Carlos Dante e António Gonçalo | Vera Sacramento | 19 de outubro de 2020   | ASD                     |
| 153 | 31  | "Episódio 153" | Carlos Dante e António Gonçalo | Vera Sacramento | 20 de outubro de 2020   | ASD                     |
| 154 | 32  | "Episódio 154" | Carlos Dante e António Gonçalo | Vera Sacramento | 21 de outubro de 2020   | ASD                     |
| 155 | 33  | "Episódio 155" | Carlos Dante e António Gonçalo | Vera Sacramento | 22 de outubro de 2020   | ASD                     |
| 156 | 34  | "Episódio 156" | Carlos Dante e António Gonçalo | Vera Sacramento | 23 de outubro de 2020   | ASD                     |
| 157 | 35  | "Episódio 157" | Carlos Dante e António Gonçalo | Vera Sacramento | 24 de outubro de 2020   | 0,73                    |
| 158 | 36  | "Episódio 158" | Carlos Dante e António Gonçalo | Vera Sacramento | 26 de outubro de 2020   | 0,52                    |
| 159 | 37  | "Episódio 159" | Carlos Dante e António Gonçalo | Vera Sacramento | 27 de outubro de 2020   | ASD                     |
| 160 | 38  | "Episódio 160" | Carlos Dante e António Gonçalo | Vera Sacramento | 28 de outubro de 2020   | ASD                     |
| 161 | 39  | "Episódio 161" | Carlos Dante e António Gonçalo | Vera Sacramento | 29 de outubro de 2020   | ASD                     |
| 162 | 40  | "Episódio 162" | Carlos Dante e António Gonçalo | Vera Sacramento | 30 de outubro de 2020   | ASD                     |
| 163 | 41  | "Episódio 163" | Carlos Dante e António Gonçalo | Vera Sacramento | 31 de outubro de 2020   | 0,66                    |
| 164 | 42  | "Episódio 164" | Carlos Dante e António Gonçalo | Vera Sacramento | 2 de novembro de 2020   | ASD                     |
| 165 | 43  | "Episódio 165" | Carlos Dante e António Gonçalo | Vera Sacramento | 3 de novembro de 2020   | ASD                     |
| 166 | 44  | "Episódio 166" | Carlos Dante e António Gonçalo | Vera Sacramento | 4 de novembro de 2020   | ASD                     |
| 167 | 45  | "Episódio 167" | Carlos Dante e António Gonçalo | Vera Sacramento | 5 de novembro de 2020   | ASD                     |
| 168 | 46  | "Episódio 168" | Carlos Dante e António Gonçalo | Vera Sacramento | 6 de novembro de 2020   | ASD                     |
| 169 | 47  | "Episódio 169" | Carlos Dante e António Gonçalo | Vera Sacramento | 9 de novembro de 2020   | 0,56                    |
| 170 | 48  | "Episódio 170" | Carlos Dante e António Gonçalo | Vera Sacramento | 10 de novembro de 2020  | ASD                     |
| 171 | 49  | "Episódio 171" | Carlos Dante e António Gonçalo | Vera Sacramento | 11 de novembro de 2020  | ASD                     |
| 172 | 50  | "Episódio 172" | Carlos Dante e António Gonçalo | Vera Sacramento | 12 de novembro de 2020  | ASD                     |
| 173 | 51  | "Episódio 173" | Carlos Dante e António Gonçalo | Vera Sacramento | 13 de novembro de 2020  | 0,55                    |
| 174 | 52  | "Episódio 174" | Carlos Dante e António Gonçalo | Vera Sacramento | 16 de novembro de 2020  | ASD                     |
| 175 | 53  | "Episódio 175" | Carlos Dante e António Gonçalo | Vera Sacramento | 17 de novembro de 2020  | ASD                     |
| 176 | 54  | "Episódio 176" | Carlos Dante e António Gonçalo | Vera Sacramento | 18 de novembro de 2020  | ASD                     |
| 177 | 55  | "Episódio 177" | Carlos Dante e António Gonçalo | Vera Sacramento | 19 de novembro de 2020  | ASD                     |
| 178 | 56  | "Episódio 178" | Carlos Dante e António Gonçalo | Vera Sacramento | 20 de novembro de 2020  | ASD                     |
| 179 | 57  | "Episódio 179" | Carlos Dante e António Gonçalo | Vera Sacramento | 23 de novembro de 2020  | ASD                     |
| 180 | 58  | "Episódio 180" | Carlos Dante e António Gonçalo | Vera Sacramento | 24 de novembro de 2020  | ASD                     |
| 181 | 59  | "Episódio 181" | Carlos Dante e António Gonçalo | Vera Sacramento | 25 de novembro de 2020  | ASD                     |
| 182 | 60  | "Episódio 182" | Carlos Dante e António Gonçalo | Vera Sacramento | 26 de novembro de 2020  | ASD                     |
| 183 | 61  | "Episódio 183" | Carlos Dante e António Gonçalo | Vera Sacramento | 27 de novembro de 2020  | ASD                     |
| 184 | 62  | "Episódio 184" | Carlos Dante e António Gonçalo | Vera Sacramento | 30 de novembro de 2020  | ASD                     |
| 185 | 63  | "Episódio 185" | Carlos Dante e António Gonçalo | Vera Sacramento | 1 de dezembro de 2020   | ASD                     |
| 186 | 64  | "Episódio 186" | Carlos Dante e António Gonçalo | Vera Sacramento | 2 de dezembro de 2020   | ASD                     |
| 187 | 65  | "Episódio 187" | Carlos Dante e António Gonçalo | Vera Sacramento | 3 de dezembro de 2020   | ASD                     |
| 188 | 66  | "Episódio 188" | Carlos Dante e António Gonçalo | Vera Sacramento | 4 de dezembro de 2020   | ASD                     |
| 189 | 67  | "Episódio 189" | Carlos Dante e António Gonçalo | Vera Sacramento | 7 de dezembro de 2020   | ASD                     |
| 190 | 68  | "Episódio 190" | Carlos Dante e António Gonçalo | Vera Sacramento | 8 de dezembro de 2020   | ASD                     |
| 191 | 69  | "Episódio 191" | Carlos Dante e António Gonçalo | Vera Sacramento | 9 de dezembro de 2020   | ASD                     |
| 192 | 70  | "Episódio 192" | Carlos Dante e António Gonçalo | Vera Sacramento | 10 de dezembro de 2020  | ASD                     |
| 193 | 71  | "Episódio 193" | Carlos Dante e António Gonçalo | Vera Sacramento | 11 de dezembro de 2020  | ASD                     |
| 194 | 72  | "Episódio 194" | Carlos Dante e António Gonçalo | Vera Sacramento | 14 de dezembro de 2020  | 0,68                    |
| 195 | 73  | "Episódio 195" | Carlos Dante e António Gonçalo | Vera Sacramento | 15 de dezembro de 2020  | ASD                     |
| 196 | 74  | "Episódio 196" | Carlos Dante e António Gonçalo | Vera Sacramento | 16 de dezembro de 2020  | ASD                     |
| 197 | 75  | "Episódio 197" | Carlos Dante e António Gonçalo | Vera Sacramento | 17 de dezembro de 2020  | ASD                     |
| 198 | 76  | "Episódio 198" | Carlos Dante e António Gonçalo | Vera Sacramento | 18 de dezembro de 2020  | 0,73                    |
| 199 | 77  | "Episódio 199" | Carlos Dante e António Gonçalo | Vera Sacramento | 21 de dezembro de 2020  | ASD                     |
| 200 | 78  | "Episódio 200" | Carlos Dante e António Gonçalo | Vera Sacramento | 22 de dezembro de 2020  | ASD                     |
| 201 | 79  | "Episódio 201" | Carlos Dante e António Gonçalo | Vera Sacramento | 28 de dezembro de 2020  | ASD                     |
| 202 | 80  | "Episódio 202" | Carlos Dante e António Gonçalo | Vera Sacramento | 29 de dezembro de 2020  | ASD                     |
| 203 | 81  | "Episódio 203" | Carlos Dante e António Gonçalo | Vera Sacramento | 30 de dezembro de 2020  | 0,70                    |
| 204 | 82  | "Episódio 204" | Carlos Dante e António Gonçalo | Vera Sacramento | 4 de janeiro de 2021    | ASD                     |
| 205 | 83  | "Episódio 205" | Carlos Dante e António Gonçalo | Vera Sacramento | 5 de janeiro de 2021    | ASD                     |
| 206 | 84  | "Episódio 206" | Carlos Dante e António Gonçalo | Vera Sacramento | 6 de janeiro de 2021    | ASD                     |
| 207 | 85  | "Episódio 207" | Carlos Dante e António Gonçalo | Vera Sacramento | 7 de janeiro de 2021    | 0,50                    |
| 208 | 86  | "Episódio 208" | Carlos Dante e António Gonçalo | Vera Sacramento | 8 de janeiro de 2021    | ASD                     |
| 209 | 87  | "Episódio 209" | Carlos Dante e António Gonçalo | Vera Sacramento | 11 de janeiro de 2021   | ASD                     |
| 210 | 88  | "Episódio 210" | Carlos Dante e António Gonçalo | Vera Sacramento | 12 de janeiro de 2021   | ASD                     |
| 211 | 89  | "Episódio 211" | Carlos Dante e António Gonçalo | Vera Sacramento | 13 de janeiro de 2021   | ASD                     |
| 212 | 90  | "Episódio 212" | Carlos Dante e António Gonçalo | Vera Sacramento | 14 de janeiro de 2021   | ASD                     |
| 213 | 91  | "Episódio 213" | Carlos Dante e António Gonçalo | Vera Sacramento | 15 de janeiro de 2021   | ASD                     |
| 214 | 92  | "Episódio 214" | Carlos Dante e António Gonçalo | Vera Sacramento | 18 de janeiro de 2021   | ASD                     |
| 215 | 93  | "Episódio 215" | Carlos Dante e António Gonçalo | Vera Sacramento | 19 de janeiro de 2021   | ASD                     |
| 216 | 94  | "Episódio 216" | Carlos Dante e António Gonçalo | Vera Sacramento | 20 de janeiro de 2021   | ASD                     |
| 217 | 95  | "Episódio 217" | Carlos Dante e António Gonçalo | Vera Sacramento | 21 de janeiro de 2021   | 0,63                    |
| 218 | 96  | "Episódio 218" | Carlos Dante e António Gonçalo | Vera Sacramento | 22 de janeiro de 2021   | 0,77                    |
| 219 | 97  | "Episódio 219" | Carlos Dante e António Gonçalo | Vera Sacramento | 25 de janeiro de 2021   | ASD                     |
| 220 | 98  | "Episódio 220" | Carlos Dante e António Gonçalo | Vera Sacramento | 26 de janeiro de 2021   | ASD                     |
| 221 | 99  | "Episódio 221" | Carlos Dante e António Gonçalo | Vera Sacramento | 27 de janeiro de 2021   | ASD                     |
| 222 | 100 | "Episódio 222" | Carlos Dante e António Gonçalo | Vera Sacramento | 28 de janeiro de 2021   | 0,75                    |
| 223 | 101 | "Episódio 223" | Carlos Dante e António Gonçalo | Vera Sacramento | 29 de janeiro de 2021   | 0,79                    |
| 224 | 102 | "Episódio 224" | Carlos Dante e António Gonçalo | Vera Sacramento | 1 de fevereiro de 2021  | ASD                     |
| 225 | 103 | "Episódio 225" | Carlos Dante e António Gonçalo | Vera Sacramento | 2 de fevereiro de 2021  | ASD                     |
| 226 | 104 | "Episódio 226" | Carlos Dante e António Gonçalo | Vera Sacramento | 3 de fevereiro de 2021  | 0,65                    |
| 227 | 105 | "Episódio 227" | Carlos Dante e António Gonçalo | Vera Sacramento | 4 de fevereiro de 2021  | 0,73                    |
| 228 | 106 | "Episódio 228" | Carlos Dante e António Gonçalo | Vera Sacramento | 5 de fevereiro de 2021  | ASD                     |
| 229 | 107 | "Episódio 229" | Carlos Dante e António Gonçalo | Vera Sacramento | 8 de fevereiro de 2021  | ASD                     |
| 230 | 108 | "Episódio 230" | Carlos Dante e António Gonçalo | Vera Sacramento | 9 de fevereiro de 2021  | ASD                     |
| 231 | 109 | "Episódio 231" | Carlos Dante e António Gonçalo | Vera Sacramento | 10 de fevereiro de 2021 | ASD                     |
| 232 | 110 | "Episódio 232" | Carlos Dante e António Gonçalo | Vera Sacramento | 11 de fevereiro de 2021 | 0,81                    |
| 233 | 111 | "Episódio 233" | Carlos Dante e António Gonçalo | Vera Sacramento | 12 de fevereiro de 2021 | ASD                     |
| 234 | 112 | "Episódio 234" | Carlos Dante e António Gonçalo | Vera Sacramento | 15 de fevereiro de 2021 | 0,64                    |
| 235 | 113 | "Episódio 235" | Carlos Dante e António Gonçalo | Vera Sacramento | 16 de fevereiro de 2021 | ASD                     |
| 236 | 114 | "Episódio 236" | Carlos Dante e António Gonçalo | Vera Sacramento | 17 de fevereiro de 2021 | ASD                     |
| 237 | 115 | "Episódio 237" | Carlos Dante e António Gonçalo | Vera Sacramento | 19 de fevereiro de 2021 | ASD                     |
| 238 | 116 | "Episódio 238" | Carlos Dante e António Gonçalo | Vera Sacramento | 20 de fevereiro de 2021 | 1,36                    |